# École spéciale des travaux publics, du bâtiment et de l'industrie
École spéciale des travaux publics, du bâtiment et de l'industrie (ESTP) è una scuola di ingegneria privata e senza scopo di lucro (grande école) specializzata esclusivamente in edilizia. Dal 2011, nel campus di 6 ettari di Cachan, nella periferia sud di Parigi, si svolge la formazione faccia a faccia e dal 2012 la formazione per adulti in Rue Charras nel 9º arrondissement di Parigi. Dal 2017 c'è anche una sede a Troyes.
L'ESTP è stato fondato nel 1891 da Léon Eyrolles ed è stato ufficialmente riconosciuto dallo Stato nel 1921.

## Laureati famosi
- Vittorio Anedda, dirigente d'azienda, archeologo, mineralogista e pubblicista italiano
- Alfred de Pischof, ingegnere e aviatore austriaco
- Menachem Mendel Schneerson, filosofo, mistico e rabbino ucraino naturalizzato statunitense